# Erik Torba
Erik Torba (ur. 1 lutego 1996 w Ostrzyhomiu) – węgierski zapaśnik walczący w stylu klasycznym. Zajął piąte miejsce na mistrzostwach świata w 2021 roku.
Brązowy medalista mistrzostw Europy w 2020; piąty w 2017 i 2022. Drugi w indywidualnym Pucharze Świata w 2020. Wicemistrz igrzysk europejskich w 2019. Brązowy medalista MŚ wojskowych w 2018. 
Trzeci na MŚ i ME juniorów w 2015 i kadetów w 2013. Trzeci na ME U-23 w 2019. Mistrz Węgier w 2017 roku.